# ثلاجة أينشتاين

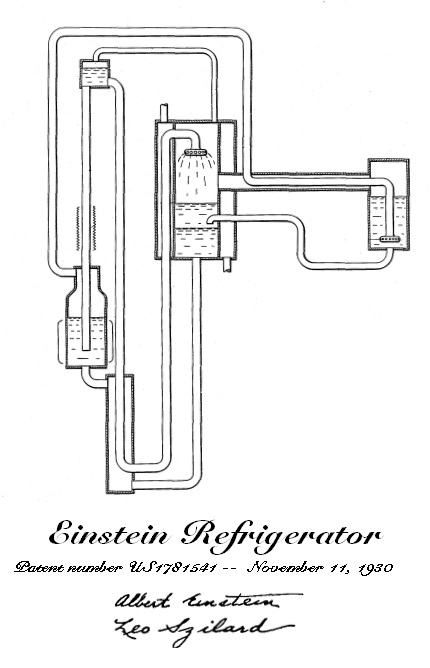

إن ثلاجة آينشتاين-زيلارد هي عبارة عن ثلاجة امتصاص لا تحتوي على أجزاء متحركة، تعمل بضغط ثابت، ولا تتطلب سوى مصدر حرارة للتشغيل. تم اختراعها بشكل مشترك عام 1926 من قبل ألبرت أينشتاين وطالبه السابق  ليو زيلارد، الذي حصل على براءة اختراع  في الولايات المتحدة في 11 نوفمبر 1930. هذا هو التصميم البديل من الاختراع الأصلي لعام 1922 من قبل المخترعين السويديين. بلتزر بلاتنف كارل مونتيرز.
ومن عام 1926 حتى عام 1934، تعاون آينشتاين وزيلارد على طرق تحسين تقنية التبريد المنزلية. كان الدافع وراء هذا هو التقارير الصحفية المعاصرة لعائلة برلين التي قتلت عندما حدث تسرب في ثلاجتهم وتسربت أبخرة سامة في منزلهم. اقترح آينشتاين وزيلارد أن جهازًا بدون أجزاء متحركة من شأنه أن يمنع التسرب، واستكشف التطبيقات العملية لدورات التبريد المختلفة. استخدم أينشتاين الخبرة التي اكتسبها خلال سنوات عمله في  مكتب البراءات السويسري لتقديم طلبات للحصول على براءات اختراع صالحة لاختراعاتهم في العديد من البلدان. وفي النهاية تم منح 45 براءة اختراع في أسمائهم لثلاثة نماذج مختلفة.
لم يتم وضع الثلاجة على الفور في الإنتاج التجاري الأكثر إيجابية من براءات الاختراع التي تم شراؤها بسرعة من قبل شركة الكترولوكس السويدية. كسب آينشتاين و زيلارد 750 دولارًا (ما يعادل 10000 دولار اليوم) وكما تم إنشاء وحدات تجريبية قليلة من براءات اختراع أخرى.

## عن آلية عمل الثلاجة
كان مصدر الحرارة للثلاجة لهب الغاز الطبيعي وكان يستخدم عملية امتصاص عن طريق الإفراج عن المبرد من محلول كيميائي بدلًا من استخدام  ضاغط ميكانيكي. ولكن يتم استخدام عمليات مماثلة في سحب الحرارة من غرفة تخزين الطعام عن طريق التكثيف والتوسع وتبخر مادة التبريد لتبريد الطعام.
لا يزال يتوجب نقل مادة التبريد عبر لفائف البراد لكي تعمل بشكل صحيح، وكانت الضواغط الميكانيكية، إلى جانب الأجزاء المتحركة الأخرى، مسؤولة عن فشل السداد. لذا قام آينشتاين و زيلارد بتصميم مضخة كهرومغناطيسية لا تحتوي على أجزاء متحركة.
عن طريق تشغيل تيار كهربائي من خلال ملفات منفصلة، يتم إنشاء حقل كهرومغناطيسي يضخ سبيكة معدنية سائلة بحيث يعمل كمكبس على المبرد لضغطه.لتصميم مضخة نموذجية من هذا النوع، استحوذ زيلارد على خدمات  ألبرت كورودي، وهو صديق وطالب هندسة زميل سابق.عملت المضخة حسب الرغبة، ولكن كان هناك الكثير من الضجيج الذي يتم توليده أثناء تحرك المعدن السائل عبر المضخة. خفض كورودي Korodi الضوضاء بصورة ملحوظة بإضافة المزيد من الملفات ملفات الكهربائية في المضخة وتغيير الفولتية المطبقة. تم استخدام سبيكة الصوديوم و البوتاسيوم كمعدن سائل ولكن كان لا بد من استخدام نظام مختوم خاص بسبب سبيكة تكون متفاعلة.

## الصعوبات
ولسوء حظ آينشتاين وزيلارد، من بين 45 براءة اختراع قدموها لثلاجاتهم، لم تصبح أي من تصاميمهم البديلة من المنتجات الاستهلاكية. عندما ضرب الكساد الكبير في عام 1929، لم يتمكن المصنعون من تمويل الإنتاج لأي نموذج أولي وضعه آينشتاين وزيلارد. لم تكن الثلاجة فعالة في استهلاك الطاقة مثل الثلاجات التي تستخدم ضواغط ميكانيكية.
ولكن اكتشاف الفريون (وهو مادة سامة غير سامة) في عام 1930 هو الذي أدى في نهاية المطاف إلى القضاء على أي خطة لثلاجة آينشتاين-زيلارد لأنه أزال الحاجة إلى ضواغط غير ميكانيكية. كانت كفاءة استخدام الطاقة في الضواغط الميكانيكية القائمة مع المبردات غير السامة تعني أن عملية بيع ثلاجة أينشتاين عملية صعبة

## استخدامات آخرى للمضخة
كان للمضخة الكهرومغناطيسية استخدام جيد آخر في أنظمة التبريد، ولكن ليس في الثلاجات المنزلية. فمثلا كانت خيارًا جيدًا من أجل تبريد المفاعلات النووية اختيارًا جيدًا. لعبت هذه المضخة دورًا هاما في إنتاج النظائر المشعة في  المفاعلات النووية لسنوات عديدة قادمة. كان هناك أيضا بعض النقاش في السنوات الأخيرة حول استخدام تصاميم محسنة لثلاجة آينشتاين-زيلارد لتولي ثلاجات تبريد الفريون، لأن فريون هو الكلوروفلوروكربون (CFC) الذي يمكن أن يسبب أضرار طبقة الأوزون، مما تسبب في دمار بيئي.

## في يومنا هذا
في سبتمبر 2008، ورد أن مالكولم ماكولوش من جامعة أكسفورد كان يرأس مشروعًا مدته ثلاث سنوات لتطوير أجهزة أكثر قوة يمكن استخدامها في المناطق التي تفتقر إلى الكهرباء، وأن فريقه قد أكمل نموذجًا أوليًا. ونقل عنه قوله إن تحسين تصميم وتغيير أنواع الغازات المستخدمة قد يسمح لكفاءة التصميم أن تضاعف أربع مرات. اقترح آدم غروسر جهاز تبريد مماثل في TED Talk في عام 2008ولكنه لم يدخل حيز الإنتاج حتى عام 2015.
في عام 2016، فاز فيلم «برودواي» بجائزة جيمس دايسون» عن مبرمج لقاح يعتمد على التكنولوجيا. العديد من اللقاحات تتطلب التبريد لتبقى نشطة، وعدم وجود بنية تحتية للحفاظ على «السلسلة الباردة» لجعل اللقاحات بشكل موثوق في المناطق النائية في البلدان النامية يشكل تحديا خطيرًا لبرامج التحصين الوطنية.

## محاولات مالكولم مكولوتش بإعادة الثلاجة
الآن، يحاول مالكولم مكولوتش، مهندس كهربائي في أكسفورد، إعادة ثلاجة آينشتاين إلى الخلف. يوضح McCulloch أن التصميم صديق للبيئة ويمكن أن يكون مفيدًا خصوصًا في البلدان النامية، حيث يزداد الطلب على أجهزة التبريد بسرعة.
قام فريق مكولوتش مؤخراً ببناء نموذج أولي لثلاجة آينشتاين وزيلارد. وبدلاً من ضغط الغازات الدفيئة التي يصنعها الإنسان والتي تسمى «الفريون»، مثلما تفعل الثلاجات التقليدية، يستخدم النموذج الأولي غازًا مضغوطًا للحفاظ على العناصر باردة. تتطلب الثلاجة فقط طريقة لتسخين السوائل، وماكولوتش تعمل على تطوير نظام للطاقة الشمسية لتلبية هذا المطلب.
تعتمد الثلاجة على فكرة أن السوائل تغلي في درجات حرارة منخفضة عندما يكون ضغط الهواء المحيط منخفضًا. وقال مكولوتش "إذا ذهبت إلى قمة جبل افرست فان الماء يغلي بدرجة حرارة أقل بكثير مما يحدث عند مستوى سطح البحر وهذا لأن الضغط أقل كثيرا هناك.
في نموذجهم الأولي للثلاجة، قام العلماء بملء قارورة بالبيوتان السائل (والذي عادة ما يباع كسوائل في ولاعات السجائر وكغاز للطهي). ثم قدم العلماء بخارًا جديدًا لتقليل ضغط الهواء، مما أدى إلى انخفاض درجة حرارة الغليان السائلة، مما أدى إلى غليان البيوتان. عندما يغلي البوتاجاز، فإنه يأخذ الطاقة من المناطق المحيطة به، ويخفض درجة الحرارة داخل الثلاجة.